# Elżbieta Janicka
Elżbieta Janicka (ur. 1970) – doktor nauk humanistycznych w zakresie literaturoznawstwa: romanistka, polonistka; fotografka.

## Życiorys
Absolwentka wydziału literatury nowożytnej Université Paris VII Denis Diderot (1994) oraz Uniwersytetu Warszawskiego (2004). Autorka dysertacji Sztuka czy Naród? Monografia pisarska Andrzeja Trzebińskiego (Universitas, Kraków 2006). Jej prace fotograficzne prezentowane były m.in. w ramach wystawach indywidualnych Ja, fotografia – Galeria FF, Łódź 1998 oraz Miejsce Nieparzyste – Atlas Sztuki, Łódź 2006. Wykładała w Collegium Civitas oraz w Akademii Sztuk Pięknych im. Władysława Strzemińskiego w Łodzi. Obecnie jest asystentem naukowym w Instytucie Slawistyki Polskiej Akademii Nauk (Zakład Badań Narodowościowych).

## Fotografia

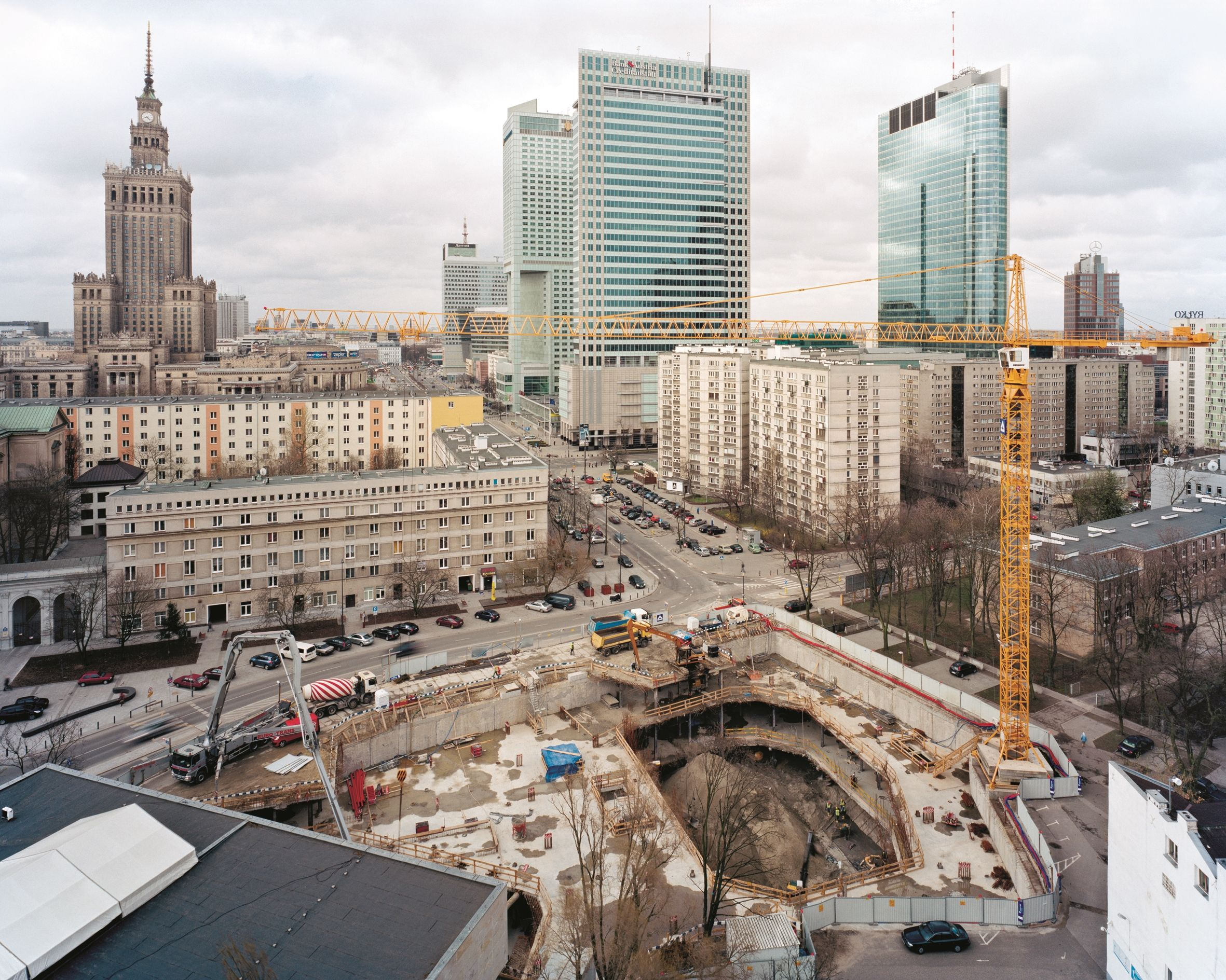
Elżbieta Janicka i Wojciech Wilczyk, z cyklu Inne Miasto, 2013

Jako fotografka Janicka działa na przedłużeniu eksperymentów awangardy lat 70. (konceptualizm, medializm, minimal art). W swoich cyklach (m.in.+/-; f2) autorka dąży przede wszystkim do rekonstytuowania pojęcia obrazu oraz uniezależnienia medium, jakim jest fotografia, od jego stereotypowych zastosowań i wynikających zeń mylnych interpretacji. Fotografie Janickiej są zaprzeczeniem fotografii rozumianej jako odwzorowanie rzeczywistości.

## Prace

### Sztuka czy Naród?
Książka Janickiej jest pierwszą całościową próbą analizy twórczości oraz osobowości twórczej Andrzeja Trzebińskiego. W swoich badaniach nad Trzebińskim Janicka stawia fundamentalne pytania o kondycję artysty, a w szczególności artysty awangardowego oraz o jego odpowiedzialność za swoje dzieło i czyny. Janicka obala dotychczasowe poglądy dotyczące postaci poety i jego twórczości, obnażając je jako ideologicznie nacechowane. Sama zaś skupia się na uświadomionym "pęknięciu" pomiędzy wczesną postawą artystyczną Trzebińskiego a jego późniejszą postawą ideologiczną jako redaktora naczelnego Sztuki i Narodu.
W 2008 roku Sztuka czy Naród? została uhonorowana nagrodą Polskiego Towarzystwa Wydawców Książek w dziedzinie eseju.

### Miejsce nieparzyste
Miejsce nieparzyste to cykl prac Elżbiety Janickiej z lat 2003-2004, na który składa się sześć wielkoformatowych fotografii czarno-białych oraz trzynaście ponad jednominutowych nagrań dźwiękowych, eksponowanych w zupełnie ciemnym pomieszczeniu jako komora dźwiękowa. Kolejne fotografie na pierwszy rzut oka wydają się być pustymi, białymi kwadratami obramowanymi brzegiem kliszy fotograficznej wyprodukowanej przez firmę AGFA. W rzeczywistości każda z prac jest rejestracją powietrza nad obozami zagłady. W ten sposób artystka ukazuje w doskonale wymowny sposób paradoks "Niewyrażalności Shoah", umieszczając jednocześnie samą zagładę w continuum europejskiego antysemityzmu – tytuł Miejsce nieparzyste odnosi się do getta ławkowego wprowadzonego na polskich wyższych uczelniach w roku 1937 za zgodą rządu II RP; pieczątkę z napisem miejsce w ławkach nieparzystych wbijano do indeksów studentom pochodzenia żydowskiego. Janicka posługuje się metaforą powietrzną w sposób odkrywający ukryte związki między antysemityzmem a Shoah. 
W eseju Hortus Judeorum będącym komentarzem do cyklu Miejsce nieparzyste rozwija tę metaforę, z jednej strony opisując powietrze jako przestrzeń, w której krążą popioły z pieców krematoryjnych czy pogorzelisk z miejsc pogromów, jednocześnie zaś przesyconą niewidzialnym antysemityzmem, nienawiścią wchłanianą tak łatwo, jakby się nią oddychało. Pozorna pustka białych wnętrz kolejnych ogniw cyklu jest więc w rzeczywistości wypełniona sprzecznymi treściami: niemożnością zasymilowania krańcowej przemocy, jaką była Zagłada, a jednocześnie obecnością przemocy pozostającej w stanie potencjalnym.
Dodatkowym elementem prac jest wspomniana, obecna na każdej fotografii rama-brzeg kliszy z widoczną nazwą AGFA. AGFA była bowiem częścią koncernu I.G. Farben, który brał czynny udział w przekształcaniu gospodarki niemieckiej na potrzeby wojenne przekazując miliony marek na rzecz NSDAP oraz SS. W swoich filiach budowanych na terenach państw okupowanych zatrudniał 200 000 robotników, z których połowę stanowili więźniowie (w tym więźniowie Auschwitz-Birkenau) oraz robotnicy przymusowi z państw okupowanych.